# Айнзельтум
Айнзельтум (нім. Einselthum) — громада в Німеччині, розташована в землі Рейнланд-Пфальц. Входить до складу району Доннерсберг. Складова частина об'єднання громад Гельгайм.
Площа — 5,51 км2. Населення становить 812 ос. (станом на 31 грудня 2020).